# Акташское нефтяное месторождение
Акташкое (Мысовое) нефтяное месторождение — месторождение нефти в Крыму, около п. Мысовое на Керченском полуострове. Относится к Индоло-Кубанской нефтегазоносной области Южного нафтогазоносного региона Украины.

## Общее описание
Расположено в северо-западной части Керченского полуострова в 20 км от пгт Ленино.
Находится в пределах приосевой зоны Индоло-Кубанского прогиба. Месторождение приурочена к почти симметричной брахиантиклинали субширотного простирания. Первый приток нефти получен в 1980 г. из караганских отложений в интервале 399—408 м. Залегают в основном органогенные, органогенные-детритовые и оолитовые песчанистые известняки. Коллекторы порово-кавернозного типа.
Залежи пластовые, сводчатые, тектонически экранированные. Режим — водо- и газонапорный. ВНК на глубине-443,1 м; ГНК — 301,4 м. Запасы начальные извлекаемые категорий А+В+С1 — 582 тыс. т. нефти. Плотность дегазированной нефти 909,5 кг/м³.

## История
История геологического изучения площади сложная и долговременная, работы то прекращались, то возобновлялись. Впервые Акташское (Мысовое) поднятие выявлено в 1928 г. А. Д. Архангельским по результатам геологической съемки Керченского полуострова. Промышленный приток нефти в пределах объекта исследования получен в 1951 году. В последующие годы по результатам испытания скважин выявлено и оконтурено 13 залежей нефти и газа. Месторождение принято на Государственный баланс в 1951 г.
В пробной эксплуатации сроком до нескольких месяцев находилось три скважины (3М, 4А, 7А). С 1996 года месторождение введено в опытно-промышленную разработку (ОПР) обществом с ограниченной ответственностью «КрымТехасНефть». На сегодняшний день месторождение не разрабатывается, находится в заброшенном состоянии. Перспективы разработки (вследствие незначительных залежей) неясны.